# Filippo Augusto Corporandi d'Auvare
Filippo Augusto Corporandi d'Auvare (Nizza, 1806 – 1889) è stato un ammiraglio italiano, distintosi come ufficiale di marina durante la battaglia del 26-27 agosto 1825 a Tripoli, e poi a numerose missioni di carattere sia addestrativo che operativo. Stretto collaboratore di Camillo Benso, conte di Cavour, nel 1850 assunse ad interim la carica di Comandante generale della Regia Marina Sarda divenendone effettivo il 13 gennaio 1815 quando sostituì il principe Eugenio di Savoia-Carignano. Lasciato l'incarico nel 1852, ricoprì nuovamente l'incarico di comandante generale della regia marina durante i quattro mesi di operazioni belliche durante la seconda guerra d'indipendenza italiana. Insignito della Croce Croce dell'Ordine dei Santi Maurizio e Lazzaro e di quella dell'Ordine della Corona d'Italia.

## Biografia
Nacque nel 1806, figlio di Giuseppe Felice e fratello di Carlo Marcellino. All'età di dieci anni divenne allievo della Scuola di marina di Genova, e a diciassette anni, promosso sottotenente, nel settembre 1825 partecipò alla battaglia navale di Tripoli in forza alla squadra navale del capitano di vascello Francesco Sivori. Insignito della Croce di Cavaliere dell'Ordine dei Santi Maurizio e Lazzaro, nel 1843 era comandante della corvetta Aurora, con cui salpò da Genova al 20:00 del 23 maggio per effettuare una campagna di istruzione che toccò Malta (7 giugno), Corfù (19 giugno), Patrasso (26 giugno), Navarino (4 luglio), Milo (9 luglio), Nausa, Syros, Pireo, Spetse, Santorini (7 agosto), Kos (10 agosto), Chio, Smirne, rientrando quindi a Genova. Mentre la nave sostava nel porto di Atene, il 29 giugno 1843 ebbe l'onore di pranzare al palazzo reale di Atene con il Re Ottone e la Regina Amalia di Grecia, e durante il corso del viaggio curò molto le relazioni diplomatiche. Assunto il comando della corvetta Aquila, nei primi mesi del 1844 salpò per raggiungere Montevideo, in Uruguay, dove arrivò il 12 settembre dello stesso anno. La nave divenne nave ammiraglia della squadra navale sarda che stazionava nelle acque dell'America del Sud, in sostituzione della fregata Euridice. Il resto della squadra era formata dai brigantini Colombo, Eridano e Daino. La Aquila rimase nelle acque dell'America del Sud fino al 1846, quando rientrò in Patria.
Divenuto capitano di vascello nel corso della prima guerra d'indipendenza italiana prese parte alla campagna navale della flotta sarda nel Mare Adriatico (1848). Il 1 marzo 1849 sostituì Giorgio Mameli al comando della fregata Des Geneys, e nel maggio dello stesso anno fu promosso contrammiraglio, assegnato al comando del 1° dipartimento navale. Nel 1850 assunse l'incarico di comandante interinale della marina reale, sostituendo dapprima temporaneamente il principe Eugenio di Savoia-Carignano, e definitivamente nel 1851.
L'11 ottobre 1850, la Marina ottenne la piena autonomia dal Ministero della Guerra, passando alle dipendenze del Ministero dell'agricoltura e del commercio, che fu ridenominato Ministero della Marina, agricoltura e commercio. Il primo ministro, Massimo d'Azeglio, con la creazione di questo ministero volle dare impulso ad un dicastero che, inglobando anche l'industria ai suoi primi passi, promuova una guida costante ed energica all'economia nazionale. Nuovo ministro divenne Camillo Benso, conte di Cavour, che lo nominò, il 13 gennaio 1851, nuovo comandante generale della Marina. I due diedero subito un forte impulso alla crescita della Marina del Regno di Sardegna. Ritiratosi dal servizio nel 1852, sostituito da Alfonso La Marmora, ed insignito della Croce di Commendatore dell'Ordine dei Santi Maurizio e Lazzaro.
Durante la seconda guerra d'indipendenza italiana (1859) fu richiamato in servizio, godendo della piena fiducia del primo ministro Cavour, e nominato nuovamente comandante in capo della marina; che condusse nei quattro mesi di conflitto con l'Impero austriaco. Terminata la guerra fu posto di nuovo in congedo, venendo successivamente promosso al rango di viceammiraglio e insignito della Gran Croce dell'Ordine dei Santi Maurizio e Lazzaro il 29 giugno 1862. Il 1 gennaio 1879 fu tra i soci fondatori dello Yacht Club Italiano.
Il 19 marzo 1885, fu insignito del titolo di Cavaliere di Gran Croce decorato di Gran Cordone dell'Ordine della Corona d'Italia. Si spense nel 1889.

### Fonti
1. 1 2 3 4 5  Ilari, Shamà 2008, p. 161.
2. ↑   Calendario generale pe' Regii Stati pubblicato con autorità del Governo e, 1846,  p. 154. URL consultato il 12 marzo 2021.
3. 1 2  Altervista.
4. ↑  Michelini 1863, p. 111.
5. 1 2  Michelini 1863, p. 115.
6. ↑  Michelini 1863, p. 142.
7. 1 2  Donolo 2010, p. 202.
8. ↑  Marina Difesa.
9. ↑  Yacht Club Italiano.
10. ↑  Gazzetta Ufficiale del Regno d'Italia n.81 del 7 aprile 1885, pag.1589.